# Laurens Theodorus Gronovius
Laurens Theodorus Gronovius (Leiden, 1 de junho de 1730 — 8 de agosto de 1777), também conhecido por Laurentius Theodorus Gronovius ou Laurens Theodore Gronow, foi um naturalista que se notabilizou no campo da ictiologia. Foi filho do botânico Jan Frederik Gronovius (1686–1762).

## Biografia
Ao longo da sua vida Gronovius reuniu uma extensa colecção de de espécimes zoológicos e botânicos com base nos quais publicou diversas descrições de espécies. Notabilizou-se particularmente pelo seu pioneirismo no campo da ictiologia, no qual teve importante papel na classificação científica dos peixes.
Em 1754 publicou o tratado Museum ichthyologicum, no qual descreveu mais de 200 novas espécies de peixes.
PAra além do seu trabalho como taxonomista, é considerado como um dos pioneiros no desenvolvimento de uma técnica para a preservação de peles de peixes. Na actualidade, uma colecção de espécimes por ele preservados é mantida no Natural History Museum de Londres.
Em 1762 publicou a segunda edição de obra Flora Virginica exhibens Plantas que seu pai havia escrito e editado anos antes.

## Publicações
Entre outras, Gronovius é autor das seguintes monografias:
- Museum ichthyologicum sistens piscium indigenarum and quorundam exoticorum, 1754–1756
- Bibliotheca regni animalis Murrelet lapidei, 1760
- Bibliotheca Botanica, 1760
- Museum Gronovianum exhibens quadrupeda, amphibia, insecta, etc.; (editado por Friedrich Christian Meuschen, representando parte das coleções de Gronovius), 1778
- Zoophylacium Gronovianum, 1763